# Kublov
Kublov (deutsch Kublow, 1939–1945 Kublau) ist eine Gemeinde in Tschechien. Sie liegt 15 Kilometer westlich von Beroun und gehört zum Okres Beroun.

## Geographie

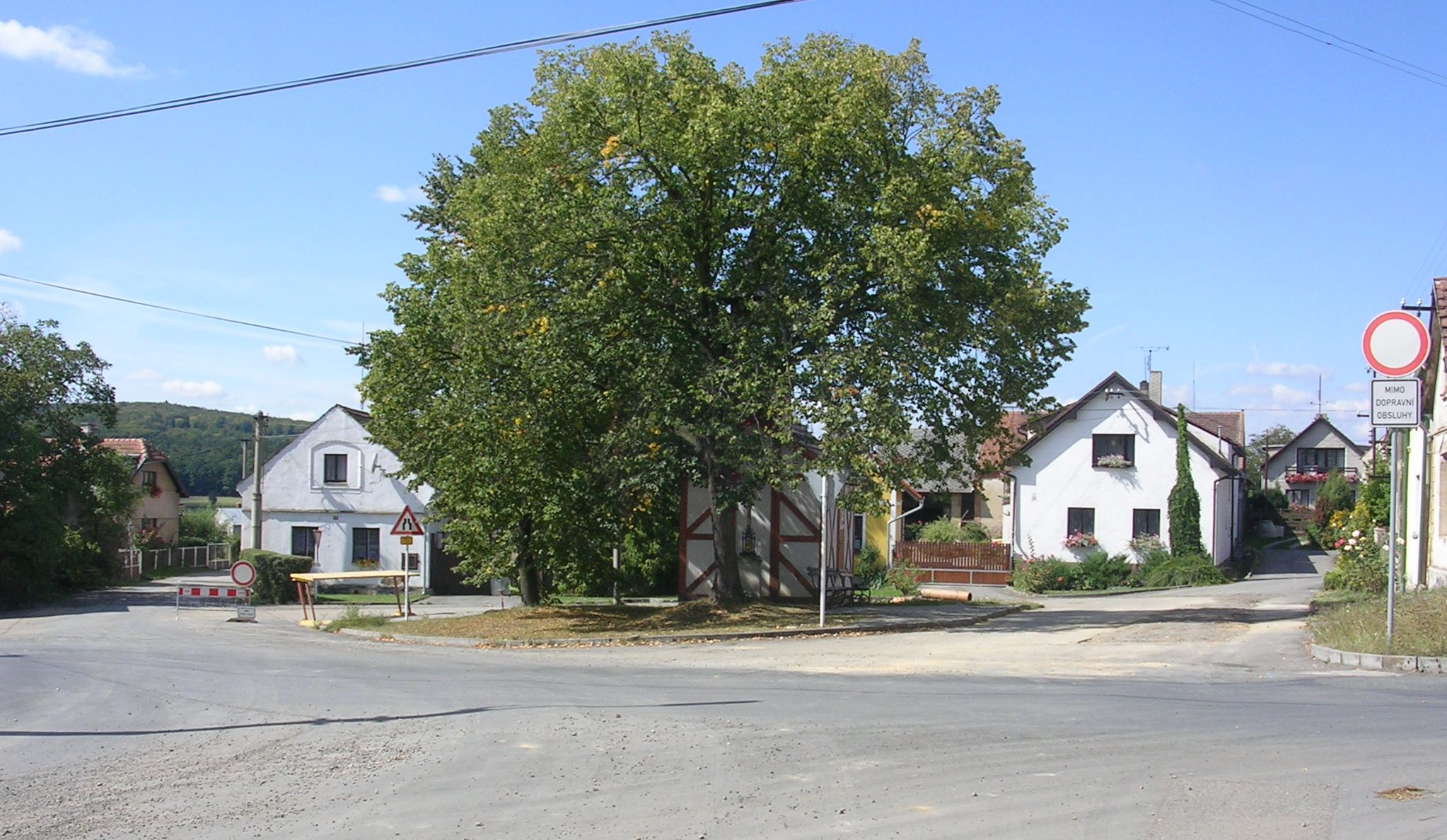
Glockenturm auf dem Dorfplatz

Kublov befindet sich im Tal des Baches Kublovský potok in der Křivoklátská vrchovina. Das Dorf liegt im Landschaftsschutzgebiet Křivoklátsko. Nördlich erheben sich die Špička (531 m) und Tří skalky (491 m), im Nordosten die Krušná hora (609 m), östlich der Velíz (595 m), im Südosten die Vraní skála (536 m) und die Jezevčí skála (491 m), südlich die Pískačka (447 m) und die Výrovka (517 m), im Südwesten die Jouglovka (563 m), westlich die Broumské skaly (461 m) und der Hřeben (532 m) sowie im Nordwesten die Kopaniny (466 m).
Nachbarorte sind Karlova Ves und Karlov im Norden, Habrový Potok, Stará Ohrada, Nový Jáchymov, Hudlice und Varta im Nordosten, Velíz, Trubská, Svatská Hájovna und Svatá im Osten, Kolna, Sušárna, Zdice, Knížkovice und Hředle im Südosten, Hiršlíny, Andreska, Březová und Bzová im Süden, Křížovatky, Hřebeny, Na Januškách, Janušky und Vlastce im Südwesten, Lukárna, Malá Louka und Bušohrad im Westen sowie Broumy im Nordwesten.

## Geschichte
Archäologische Funde belegen, dass sich auf dem Berg Velíz zu keltischer und slawischer Zeit eine Burgstätte befand; es wird angenommen, dass der Gipfel eine Opferstätte des heidnischen Gottes Veles war. Nach der Chronica Boemorum soll im Jahre 1003 Kochan von Vršovec den Přemyslidenfürsten Jaromír während einer gemeinsamen Jagd auf der alten Burgstätte Velíz gefangen genommen und gefoltert haben. Nachdem Jaromír die Flucht gelang, soll er im Jahre 1005 zum Dank für seine Rettung eine seinem Schutzheiligen Johannes dem Täufer geweihte Kapelle errichtet haben.
Herzog Břetislav I. überließ den Velíz im Jahre 1037 den Benediktinern vom Kloster Insola, die auf dem Berg ein Kloster und eine Propstei errichteten. Während des Angriffes auf die Burg Točník zerstörten die Hussiten 1421 das Kloster. Im Jahre 1425 wurde der Velíz der königlichen Herrschaft Točník zugeschlagen. König Vladislav II. Jagiello verpfändete die Herrschaft Točník 1509 an Christoph von Guttenstein. Zu den nachfolgenden Pfandbesitzern gehörte ab 1552 Johann d. Ä. Popel von Lobkowicz, der die Herrschaft vier Jahre später auch erblich erwarb.
Die erste schriftliche Erwähnung der unter dem wüsten Kloster Velíz gelegenen Ansiedlung Kublov erfolgte im Jahre 1558. Georg Popel von Lobkowicz ließ die Herrschaft Točník 1590 teilen, dabei wurde Kublov nach Königshof untertänig. Im Jahre 1593 verlor er wegen einer Intrige gegen Kaiser Rudolf II. sämtliche Güter. 1594 wurden die Herrschaften Točník, Zbiroh und Königshof zu einer Kameralherrschaft vereinigt, deren Hauptmann seinen Sitz im Schloss Zbiroh hatte. Der Königshofer Burggraf Pavel Sieglerovský ließ im 17. Jahrhundert mit finanzieller Beteiligung der Untertanen aus Broumy und Kublov die wüste Kirche auf dem Velíz wieder herrichten. Später wurde die Exklave Kublov dem Točníker Anteil der Herrschaft zugeordnet. Die Kirche auf dem Velíz wurde in den Jahren 1747 bis 1752 barock umgestaltet und erweitert. 1787 wurde sie zur Pfarrkirche erhoben und aus dem Religionsfonds das Pfarrhaus errichtet.

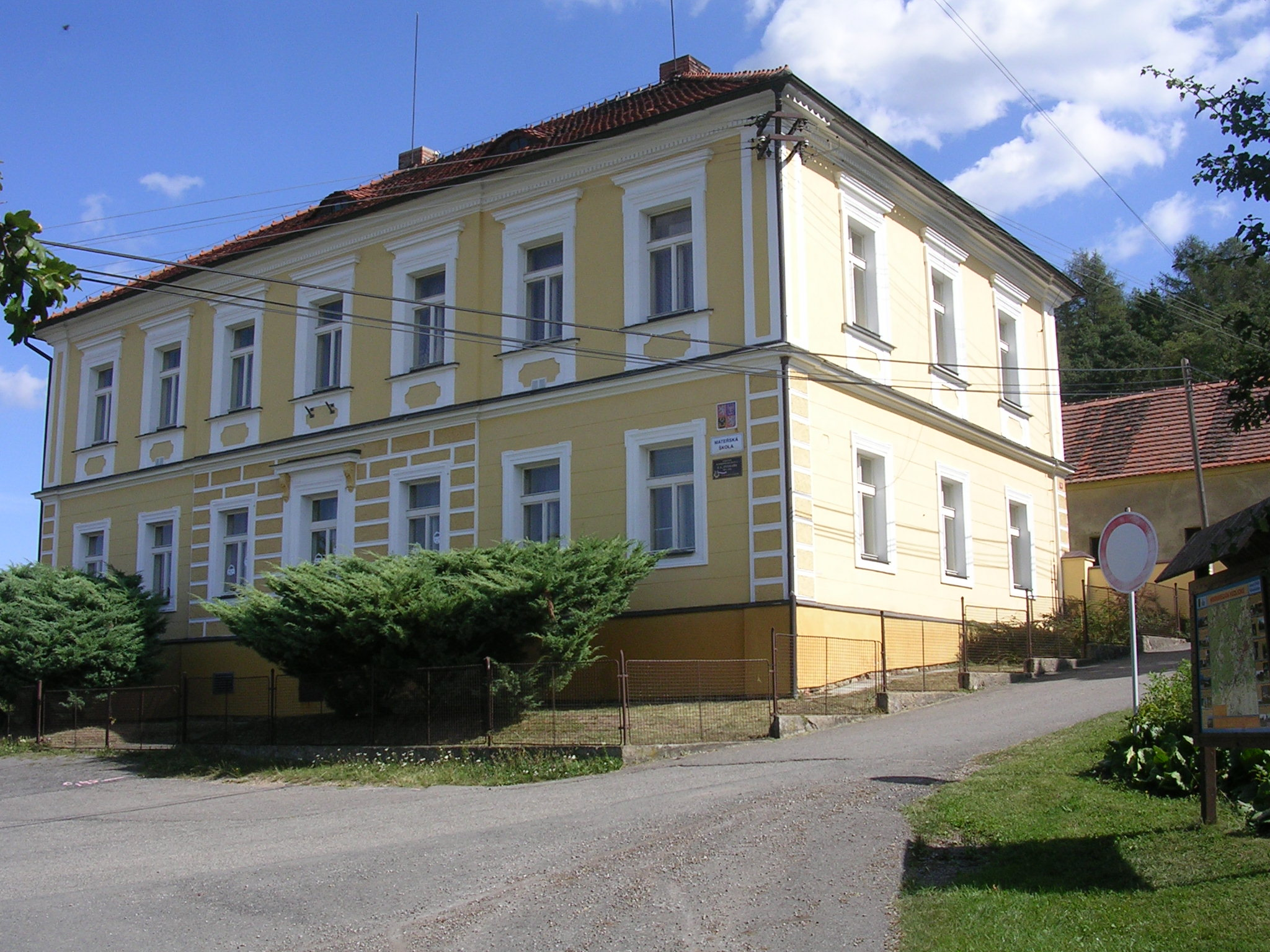
Schule mit Zvonař-Gedenkstätte

Im Jahre 1846 bestand Kublow aus 85 Häusern mit 778 Einwohnern, darunter zwei protestantischen Familien. Im Ort gab es eine Schule und ein Wirtshaus. Abseits lag auf dem gleichnamigen Berg die Einschicht Weliš bzw. Weliž mit der Pfarrkirche zum hl. Johannes dem Täufer, dem Pfarrhaus und zwei Chaluppen. Kirche, Pfarre und Schule standen unter dem Patronat der Obrigkeit. Weliš war Pfarrort für die Dörfer Kublow und Braum sowie die Pürglitzer Einschichten Kolleny (Kolna), Hirschling (Hiršlíny), Warta (Varta), Lukarna (Lukárna) und Aupoř (Úpoř). Bis zur Mitte des 19. Jahrhunderts bildete das Dorf im Berauner Kreis eine Enklave innerhalb der Pürglitzer Güter und war der k.k. Herrschaft Točník untertänig.
Nach der Aufhebung der Patrimonialherrschaften bildete Kublov / Kublow ab 1850 mit der Ansiedlung Velíz nad Kublovem eine Gemeinde im Bezirk Rakonitz und Gerichtsbezirk Pürglitz. Im Jahre 1932 hatte Kublov 936 Einwohner. 1949 wurde die Gemeinde dem Okres Hořovice zugeordnet, seit 1960 gehört sie zum Okres Beroun. Das Landschaftsschutzgebiet Křivoklátsko wurde 1978 ausgerufen. Im Jahre 2002 bestand die Gemeinde aus 290 Wohnhäusern und elf Ferienhütten.

## Gemeindegliederung
Für die Gemeinde Kublov sind keine Ortsteile ausgewiesen. Kublov besteht aus den Grundsiedlungseinheiten Kublov und Malá Louka. Außerdem gehört zu Kublov die Einschicht Velíz.

## Sehenswürdigkeiten

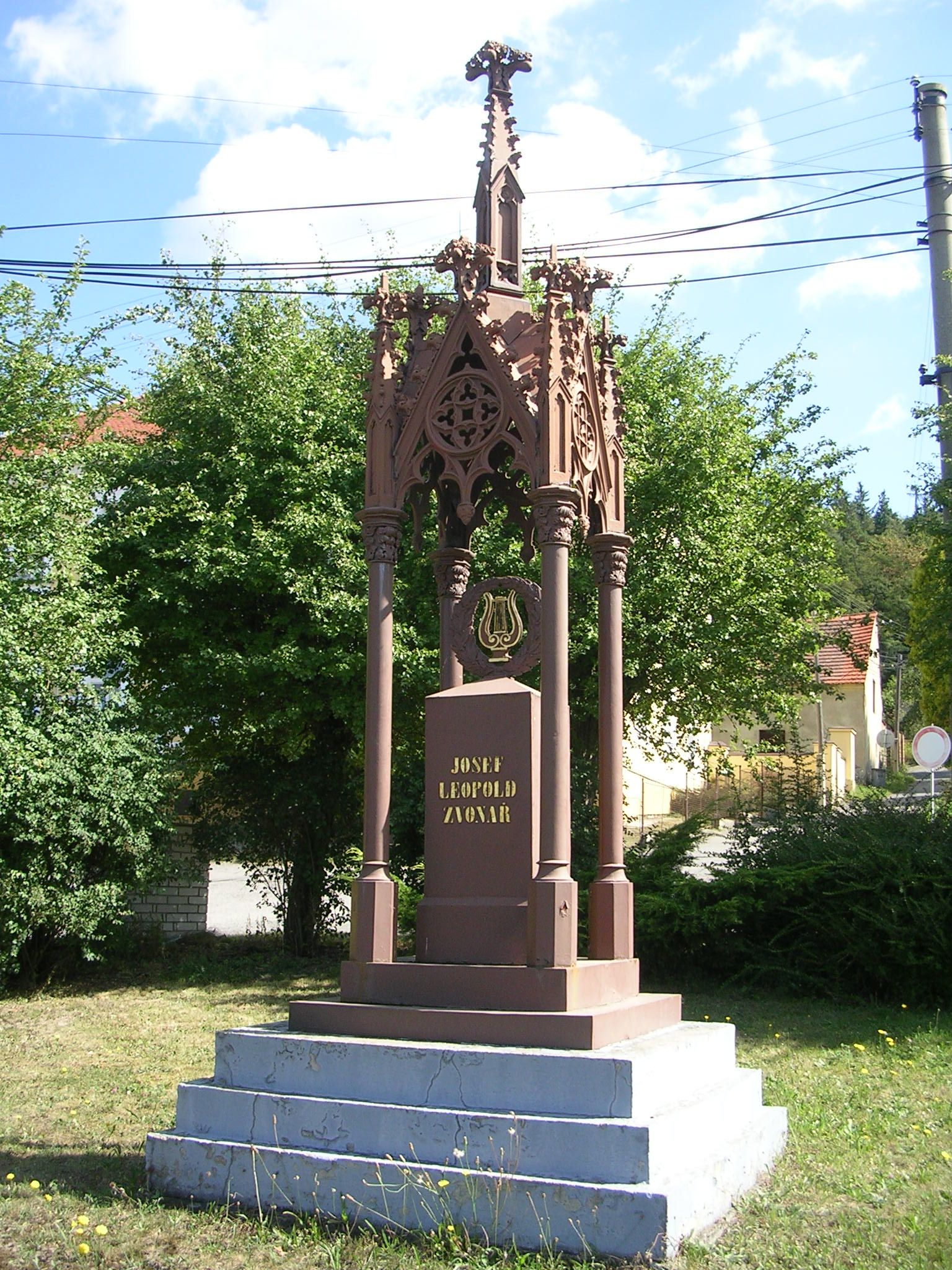
Zvonař-Denkmal

- Berg Velíz mit barocker Pfarrkirche Geburt des hl. Johannes des Täufers, Friedhof, Pfarrhaus, Grundmauern der Benediktinerabtei, Reste einer keltischen sowie slawischen Burgstätte
- Zdická skalka, der Hornsteinfelsen am südlichen Fuße des Velíz wurde 1952 zum Naturdenkmal erklärt.
- Glockenturm auf dem Dorfplatz
- Gezimmerte Chaluppen in Volksbauweise
- Denkmal für Josef Leopold Zvonař, Kunstguss der Fürstenbergischen Hütte in Nový Jáchymov aus dem Jahre 1871
- Geburtshaus von Josef Leopold Zvonař mit Gedenktafel
- Gedenkstätte für Josef Leopold Zvonař, in der Schule
- Naturlehrpfad Lesní panorama am Velíz

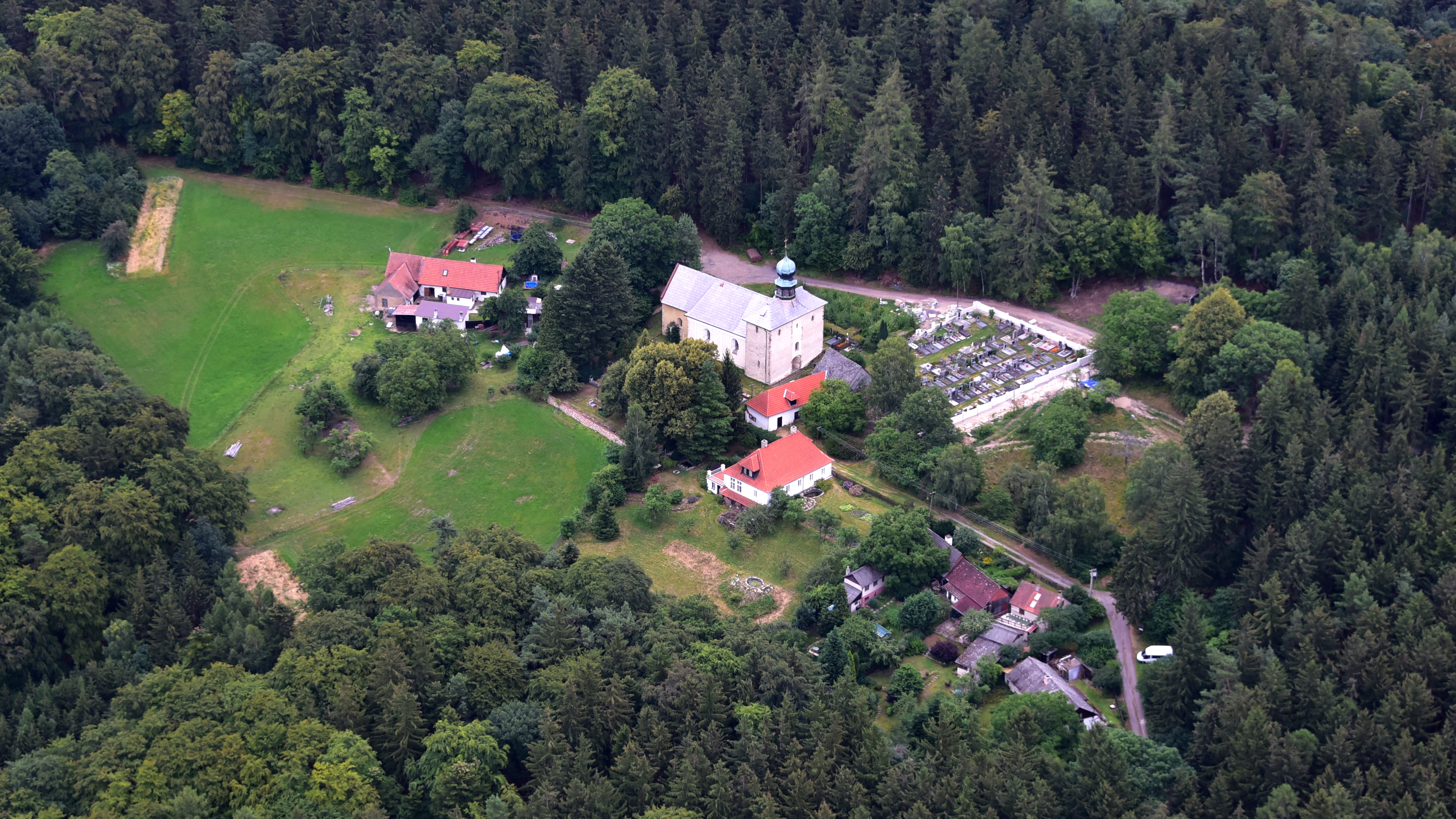
Kostel sv. Jana Křtitele bei Kublov, Luftaufnahme (2018)

## Söhne und Töchter der Gemeinde
- Josef Leopold Zvonař (1824–1865), böhmischer Komponist, sein Grab befindet sich auf dem Velíz